# マイケル・マシュー
マイケル・ウォルター・マシュー（Michael Walter Mathieu、1984年6月24日 ‐ ）は、バハマ・フリーポート出身の陸上競技選手。専門は短距離走。200mの自己ベストは20秒16の元バハマ記録保持者。2012年ロンドンオリンピック男子4×400mリレーの金メダリストである。オリンピックと世界選手権の個人種目でファイナリストになったことはないが、リレー種目の4×400mリレーでは2012年ロンドンオリンピックの金メダルをはじめ、4つのメダルを獲得している。

## 経歴

### 2007年
9月の大阪世界選手権でシニアの世界大会デビューを果たすと、男子4×400mリレーで2走（アバード・モンカー、マシュー、アンドレ・ウィリアムズ、クリス・ブラウン）を務め、2分59秒18をマークしての銀メダル獲得に貢献した。

### 2008年
8月の北京オリンピックでオリンピックデビューを果たすと、男子400mは予選で45秒17の自己ベスト（当時）をマークしたものの準決勝で敗退した。しかし、男子4×400mリレーでは2走（アンドレッティ・ベイン、マシュー、アンドレ・ウィリアムズ、クリス・ブラウン）を務め、2分58秒03をマークしての銀メダル獲得に貢献。4×400mリレーでは男女通じて2000年シドニー大会（銅メダル）以来、8年ぶり2度目となるバハマのメダル獲得となった。

### 2012年
5月6日に200mで20秒16（+0.8）をマークし、ドミニク・デメリットが2002年に樹立した20秒21のバハマ記録を0秒05塗り替えた。8月のロンドンオリンピックで2大会連続のオリンピック出場を果たすと、バハマ記録保持者として臨んだ男子200mは準決勝でフライングの失格に終わった。しかし、男子4×400mリレーでは3走（クリス・ブラウン、デメトリウス・ピンダー、マシュー、ラモン・ミラー）を務め、2分56秒72をマークしての金メダル獲得に貢献。4×400mリレーでは男女通じてバハマ史上初の金メダル獲得となった。

### 2015年
8月の北京世界選手権で4年ぶりに世界選手権出場を果たすも、男子400mは準決勝で敗退して決勝進出はならず。男子4×400mリレーは予選で2走（Steven Gardiner、マシュー、Alonzo Russell、ラモン・ミラー）を務めたが、自身のレーン侵害で失格となった。

### 2016年
3月のポートランド世界室内選手権に出場すると、男子4×400mリレー決勝で1走（マシュー、Alonzo Russell、Shavez Hart、クリス・ブラウン）を務め、3分04秒75のバハマ記録を樹立。アメリカ（3分02秒45）に次いで2位に入り、4×400mリレーではバハマ史上初のメダルとなる銀メダル獲得に貢献した。8月のリオデジャネイロオリンピックでは2連覇のかかった男子4×400mリレー決勝で2走（Alonzo Russell、マシュー、Steven Gardiner、クリス・ブラウン）を務めると、アメリカ（2分57秒30）、ジャマイカ（2分58秒16）に次ぐ2分58秒49の3位で2連覇こそ逃したが、3大会連続のメダルとなる銅メダル獲得に貢献した。

## 自己ベスト
記録欄の（　）内の数字は風速（m/s）で、+は追い風を意味する。
| 種目 | 記録          | 年月日        | 場所               | 備考         |
| 屋外 | 屋外          | 屋外          | 屋外               | 屋外         |
| ---- | ------------- | ------------- | ------------------ | ------------ |
| 100m | 10秒18 (+0.7) | 2015年4月11日 | コーラルゲーブルス |              |
| 200m | 20秒16 (+0.8) | 2012年5月6日  | ベレン             | 元バハマ記録 |
| 400m | 45秒00        | 2015年6月26日 | ナッソー           |              |
| 室内 |               |               |                    |              |
| 200m | 21秒20        | 2007年2月3日  | ニューヘイブン     |              |
| 400m | 46秒05        | 2016年1月31日 | バーミングハム     |              |

## 主要大会成績
備考欄の記録は当時のもの
| 年   | 大会                              | 場所             | 種目      | 結果   | 記録            | 備考                            |
| ---- | --------------------------------- | ---------------- | --------- | ------ | --------------- | ------------------------------- |
| 2001 | 世界ユース選手権                  | デブレツェン     | 400m      | 予選   | DQ              |                                 |
| 2001 | 世界ユース選手権                  | デブレツェン     | メドレーR | 予選   | 1分56秒24 (3走) |                                 |
| 2002 | 中米カリブジュニア選手権 (en)     | ブリッジタウン   | 400m      | 予選   | 49秒91          |                                 |
| 2002 | 中米カリブジュニア選手権 (en)     | ブリッジタウン   | 4x100mR   | 3位    | 40秒57 (3走)    |                                 |
| 2002 | 中米カリブジュニア選手権 (en)     | ブリッジタウン   | 4x400mR   | 2位    | 3分11秒11 (2走) |                                 |
| 2002 | 世界ジュニア選手権                | キングストン     | 4x100mR   | 予選   | DNS (1走)       |                                 |
| 2002 | 世界ジュニア選手権                | キングストン     | 4x400mR   | 予選   | 3分15秒10 (4走) |                                 |
| 2003 | パンアメリカンジュニア選手権 (en) | ブリッジタウン   | 200m      | 予選   | 21秒39 (+0.1)   |                                 |
| 2003 | パンアメリカンジュニア選手権 (en) | ブリッジタウン   | 400m      | 3位    | 46秒47          |                                 |
| 2003 | パンアメリカンジュニア選手権 (en) | ブリッジタウン   | 4x400mR   | 5位    | 3分16秒01 (4走) |                                 |
| 2004 | 北中米カリブU23選手権 (en)        | シェルブルック   | 4x400mR   | 決勝   | DQ (1走)        |                                 |
| 2006 | 北中米カリブU23選手権 (en)        | サントドミンゴ   | 400m      | 4位    | 46秒04          |                                 |
| 2006 | 北中米カリブU23選手権 (en)        | サントドミンゴ   | 4x400mR   | 3位    | 3分06秒95 (2走) |                                 |
| 2006 | 中米カリブ競技大会 (en)           | カルタヘナ       | 400m      | 6位    | 46秒13          |                                 |
| 2006 | 中米カリブ競技大会 (en)           | カルタヘナ       | 4x400mR   | 4位    | 3分05秒73 (4走) |                                 |
| 2007 | パンアメリカン競技大会 (en)       | リオデジャネイロ | 200m      | 4位    | 20秒89 (+0.8)   | 準決勝20秒80 (+0.1)：自己ベスト |
| 2007 | パンアメリカン競技大会 (en)       | リオデジャネイロ | 4x400mR   | 優勝   | 3分01秒94 (3走) |                                 |
| 2007 | 世界選手権                        | 大阪             | 4x400mR   | 2位    | 2分59秒18 (2走) |                                 |
| 2008 | 世界室内選手権                    | バレンシア       | 400m      | 予選   | 47秒34          |                                 |
| 2008 | 世界室内選手権                    | バレンシア       | 4x400mR   | 予選   | 3分11秒77 (4走) |                                 |
| 2008 | 中米カリブ選手権 (en)             | カリ             | 400m      | 2位    | 45秒66          |                                 |
| 2008 | 中米カリブ選手権 (en)             | カリ             | 4x400mR   | 2位    | 3分02秒48 (2走) |                                 |
| 2008 | オリンピック                      | 北京             | 400m      | 準決勝 | 45秒56          | 予選45秒17：自己ベスト          |
| 2008 | オリンピック                      | 北京             | 4x400mR   | 2位    | 2分58秒03 (2走) |                                 |
| 2009 | 中米カリブ選手権 (en)             | ハバナ           | 200m      | 6位    | 21秒10 (-1.1)   |                                 |
| 2009 | 世界選手権                        | ベルリン         | 400m      | 予選   | DQ              |                                 |
| 2010 | 世界室内選手権                    | ドーハ           | 400m      | 準決勝 | 47秒09          |                                 |
| 2010 | 世界室内選手権                    | ドーハ           | 4x400mR   | 決勝   | DNF (1走)       |                                 |
| 2010 | 中米カリブ競技大会 (en)           | マヤグエス       | 4x400mR   | 2位    | 3分01秒82 (2走) |                                 |
| 2010 | 英連邦競技大会 (en)               | デリー           | 400m      | 4位    | 45秒56          |                                 |
| 2010 | 英連邦競技大会 (en)               | デリー           | 4x400mR   | 4位    | 3分04秒35 (2走) |                                 |
| 2011 | 中米カリブ選手権 (en)             | マヤグエス       | 200m      | 優勝   | 20秒60 (+1.1)   |                                 |
| 2011 | 中米カリブ選手権 (en)             | マヤグエス       | 4x100mR   | 予選   | 39秒29 (4走)    | 決勝進出                        |
| 2011 | 中米カリブ選手権 (en)             | マヤグエス       | 4x400mR   | 優勝   | 3分01秒33 (3走) |                                 |
| 2011 | 世界選手権                        | 大邱             | 200m      | 準決勝 | DNF             |                                 |
| 2011 | パンアメリカン競技大会 (en)       | グアダラハラ     | 200m      | 4位    | 20秒62 (-1.0)   |                                 |
| 2012 | 世界室内選手権                    | イスタンブール   | 4x400mR   | 予選   | DNS (1走)       |                                 |
| 2012 | オリンピック                      | ロンドン         | 200m      | 準決勝 | DQ              | 不正スタート                    |
| 2012 | オリンピック                      | ロンドン         | 4x400mR   | 優勝   | 2分56秒72 (3走) |                                 |
| 2014 | 世界リレー (en)                   | ナッソー         | 4x400mR   | 2位    | 2分57秒59 (4走) |                                 |
| 2014 | 英連邦競技大会 (en)               | グラスゴー       | 200m      | 準決勝 | 20秒68 (+0.3)   |                                 |
| 2014 | 英連邦競技大会 (en)               | グラスゴー       | 4x400mR   | 2位    | 3分00秒51 (2走) |                                 |
| 2015 | 世界リレー (en)                   | ナッソー         | 4x400mR   | 2位    | 2分58秒91 (2走) |                                 |
| 2015 | パンアメリカン競技大会 (en)       | トロント         | 4x400mR   | 4位    | 3分00秒34 (2走) |                                 |
| 2015 | 世界選手権                        | 北京             | 400m      | 準決勝 | 45秒43          |                                 |
| 2015 | 世界選手権                        | 北京             | 4x400mR   | 予選   | DQ (2走)        | レーン侵害                      |
| 2016 | 世界室内選手権                    | ポートランド     | 400m      | 予選   | DQ              | レーン侵害                      |
| 2016 | 世界室内選手権                    | ポートランド     | 4x400mR   | 2位    | 3分04秒75 (1走) | バハマ記録                      |
| 2016 | オリンピック                      | リオデジャネイロ | 4x400mR   | 3位    | 2分58秒49 (2走) |                                 |
| 2017 | 世界リレー (en)                   | ナッソー         | 4x400mR   | 予選   | 3分05秒37 (1走) | B決勝進出                       |
| 2017 | 世界リレー (en)                   | ナッソー         | 4x400mR   | 優勝   | 3分14秒42 (1走) | 男女混合                        |
| 2017 | 世界選手権                        | ロンドン         | 4x400mR   | 予選   | 3分03秒04 (2走) |                                 |
| 2018 | 英連邦競技大会 (en)               | ゴールドコースト | 400m      | 準決勝 | 47秒44          |                                 |
| 2018 | 英連邦競技大会 (en)               | ゴールドコースト | 4x400mR   | 予選   | 3分04秒62 (3走) | 決勝進出                        |